# Bretzfeld
Bretzfeld est une commune de Bade-Wurtemberg (Allemagne), située dans l'arrondissement de Hohenlohe, dans la région de Heilbronn-Franconie, dans le district de Stuttgart.

## Jumelages
La ville de Bretzfeld est jumelée avec :
- Pretzfeld (Allemagne)
- Budaörs (Hongrie)